# پابلو آلفارو
پابلو آلفارو (انگلیسی: Pablo Alfaro؛ زادهٔ ۲۶ آوریل ۱۹۶۹) بازیکن فوتبال، مدافع میانی اهل اسپانیا است. وی در حال حاضر بازنشسته و در سمت مربیگری کار می‌کند.
او در کارنامه خود، که در آن شش تیم را به نمایندگی از خود نشان می‌داد - به ویژه سویا - در مجموع ۴۱۸ مسابقه و هفت گل در ۱۵ فصل لالیگا را به‌نام خود نوشت و در مجموع ۱۸ کارت قرمز دریافت کرد و تقریباً ۳۰ بار از زمین اخراج شد.
در اواخر دهه ۲۰۰۰، آلفارو شروع به کار مربیگری کرد.
وی از سال ۱۹۹۲ تا ۱۹۹۳ در باشگاه فوتبال بارسلونا، و از سال ۲۰۰۰ تا ۲۰۰۵ در باشگاه فوتبال سویا بازی می‌کرد.
وی همچنین در تیم ملی فوتبال آراگون بازی کرده‌است.